# Wilhelm Weitling
Wilhelm Christian Weitling (Magdeburg, 1808. október 5. – New York, 1871. január 25.) német szabó, keresztény utópista kommunista.

## Élete
Weitling házasságon kívül született 1808. október 5-én. Francia apja, Guillaume Terijon tüzértisztként szolgált Napóleon hadseregében, s eltűnt az 1812-es oroszországi hadjárat során. Anyja szolgálólány, majd szakácsnő volt, gyerekét nehéz anyagi körülmények között, egyedül nevelte. Weitling tehetségesnek mutatkozott az iskolában, sokat olvasott, korán jól elsajátította a francia nyelvet. Női szabó mesterséget tanult, s emiatt többször szüneteltetnie kellett általános iskolai stúdiumait, majd évekig tanonc és iskolás volt párhuzamosan. Végül anyagi okok miatt 1822-ben abba kellett hagynia a gimnáziumot, s szabósegéd lett.
Amikor behívták katonának, elhagyta Poroszországot, s a szabad városi, autonóm státuszú Hamburgba ment. Később vándorolt Németországban, 1830-tól Lipcsében, 1832 végétől Drezdában, majd 1834-től Bécsben élt. Már ekkoriban különösen érdekelték a társadalmi kérdések, s jól fizető állása ellenére elhatározta, hogy a kora szellemi központjának számító Párizsba megy. 1835 októberében érkezett meg, s azonnal belépett a német politikai menekültekből álló Száműzöttek Szövetségébe, amely szoros kapcsolatot tartott a Louis Auguste Blanqui vezette Évszakok Társaságával. A szövetség radikálisabb tagjai hamarosan megalakították az Igazak Szövetségét, melynek vezetésébe Karl Schapper és Heinrich Bauer mellett Weitlinget is beválasztották.
1836 áprilisában Bécsbe utazott, ahonnan 1837 szeptemberében tért vissza. Második párizsi tartózkodása idején mélyítette el ismereteit a francia utópista szocializmusról és kommunizmusról. Claude Henri de Rouvroy de Saint-Simon tanait ekkoriban Barthélemy Prosper Enfantin és Pierre Leroux terjesztette, míg Charles Fourier nézeteit Victor Considerant népszerűsítette. Gracchus Babeuf irányzatának örököse Philippe Buonarroti volt, illetve mindezek mellett egyre nagyobb befolyásra tett szert Louis Auguste Blanqui mozgalma, és új forradalmi irányzatként jelent meg Hughes Felicité Robert de Lamennais keresztény szocializmusa.
Első komolyabb művét 1838-ban, napi 12–14 órás munkája mellett, az Igazak Szövetségének megbízásából írta Milyen ma az emberiség és milyennek kellene lennie (Die Menschheit wie sie ist und wie sie sein sollte) címmel, mely a szövetség programjaként 2000 példányban jelent meg. Kiáltványszerű írásának központi fogalma a köztulajdon eszméje volt, de átvette Fourier falanszter rendszerét, az egyenlőség határozott képviselete pedig Babeuf hatását tükrözte, de az eszmék remek ötvözése mellett az 1789-es francia forradalom gyakorlatából is merített. Lamennais hatása abban tükröződött, hogy a kommunizmust összekapcsolta a kereszténységgel, de míg Lamennais elszántan ellenezte a kommunizmust, s csupán a kereszténységet akarta megreformálni, addig Weitling a kereszténységet használta fel a kommunizmus igazolására.

### Svájc
Az Évszakok Társasága 1839. május 12-én, Párizsban felkelést robbantott ki, melyben az Igazak Szövetsége is részt vett. A puccskísérlet megbukott, Heinrich Bauer, Karl Schapper és Heinrich Moll Londonba emigráltak a megtorlások elől, így a Párizsban maradt tagság egyben tartásának feladata Hermann Ewerbeck, German Mäurer és Weitling feladata lett. A franciaországi kudarc ellenére ezekben az években Németországban a kommunista eszmék gyorsan terjedtek, sorra alakultak a Szövetség titkos körei Brémában, Berlinben, Nassauban, Majna-Frankfurtban, Mainzban. Weitling 1840-ben egy rövid tartózkodással előbb felmérte az agitációs lehetőségeket Svájcban, majd 1841 tavaszán a Szövetség megbízásából hosszabb időt töltött ott abból a célból, hogy új kommunista csoportokat hozzon létre. Először Genfben telepedett le, s fogyasztási szövetkezeteket alapított. Tanait gyorsan elfogadták a már meglévő munkás tanulókörök, melyeket az Igazak Szövetsége szekcióivá alakított. „Az Ifjú Németország tagjaival szemben azt vallotta, hogy nyilvános felvilágosító munkát kell végezniük, ha ki akarnak törni szektás elszigeteltségükből. […] Genfben havi folyóiratot adott ki, Hilferuf der deutschen Jugend (A német ifjúság segélykiáltása) címmel, amely nagyban hozzájárult Weitling gondolatai népszerűsítéséhez. A lapnak 1000 előfizetője volt, 400 Párizsból, 100 pedig Londonból rendelte meg.” Emellett szabóüzletét és működtette, s ebben az időszakban kiegyensúlyozott anyagi körülmények között élt. A hatóságok azonban hamarosan kiutasították Genfből, így egy ideig Bernben folytatta tevékenységét. Viszonylag jelentős tömeghatását gondolatgazdagsága, jó szónoki adottságai mellett részben annak is köszönhette, hogy a legális propagandatevékenységet összekapcsolta az illegális szervezőmunkával.
1842-ben Weitling az újabb kiutasítás következtében áttette székhelyét Veveybe, ahol kiadta „Die junge Generation” című folyóiratát, s megírta fő művét Az összhang és a szabadság biztosítékai (Garantien der Harmonie und Freiheit) címmel. Az 1842 decemberében publikált munkában összefoglalta elméletét, mely jelentős fejlődést mutatott korábbi írásaihoz képest. A rögtön 2000 példányban megjelenő könyv nagy visszhangot váltott ki, hamarosan több német kiadása született, angol, francia és norvég fordításai is napvilágot láttak, elismerőleg nyilatkozott róla Ludwig Feuerbach, Heinrich Heine és Karl Marx.
Időközben a Die junge Generation a franciaországi hatósági üldözések hatására elvesztette előfizetőinek csaknem felét, a német területen terjesztett példányok közül sokat lefoglaltak, Svájcban pedig az Ifjú Németország tagjai a számukra túl radikális, kommunista tartalom miatt tömegesen mondták le az előfizetést, s így a lap gyakorlatilag a megszűnés szélére jutott. Veveyben is felerősödött a hatósági zaklatás, mely elől a szerkesztőség 1843 tavaszán előbb Lausanne-ba, majd Zürichbe költözött. Weitling 1843-ban írta meg következő jelentős munkáját, Egy szegény bűnös evangéliuma (Das Evangelium eines armen Sünders) címmel. „E könyv tulajdonképpen messianisztikus ábránd volt. Jézust a szeretet és a szabadság prófétájának ábrázolta, az első nagy forradalmárnak: az evangélium igazi értelme az ő harca a farizeusok és a gazdagok ellen. Jézusnak, a szegények megváltójának ez az apológiája tovább erősítette benne azt a hajlamot, hogy saját magát új megváltónak tekintse, akinek rendeltetése megvalósítani a művet, amelyet véghezvinni Jézusnak nem adatott meg.” – állapította meg róla Cornu. A mű előfizetőket toborzó prospektusában szereplő merész fejezetcímek, – mint „Jézus a tulajdon ellen”, „Jézus gyűlöli a pénzt”, „Jézus hirdeti az egyenlőséget és szabadságot” – azonban eljutottak a helyi egyházi vezetők körébe is, akik istenkáromlás miatt feljelentették. Ennek következtében 1843. június 9-én hét társával együtt letartóztatták, a nyomdai íveket elkobozták, s bár társait szabadon engedték, ügyének, illetve a szervezkedés kivizsgálására külön bizottságot hoztak létre. Az elkészült jelentés nemzetközi tiltakozást váltott ki. A per végén tízhavi börtönre, majd Svájcból való kiutasításra ítélték. Büntetését Zürichben töltötte le, majd az Egyesült Államokba való történő kivándorlási kérelmének elutasítása után kiadták Poroszországnak.

### Poroszország, Anglia, Belgium
A porosz rendőrség katonaszökevényként rögtön őrizetbe vette, de valószínűleg katonai alkalmatlansága miatt hamarosan szabadon engedték. Magdeburgban töltött mintegy négy hetet, s ezalatt a rendőrség állandóan zaklatta. A porosz hatóságok szabadulni igyekeztek tőle, ezért alá akartak vele íratni egy kötelezvényt, hogy többé nem tér vissza az országba, amit azonban ő megtagadott. Ezután kitoloncolták Hamburgba, ahonnan néhány napos tartózkodás után Angliába távozott. 1844 augusztusában érkezett Londonba, ahol angol, német és francia elvbarátai szeretettel fogadták, pénzt is gyűjtöttek számára. Weitling azonban nem tudott igazán megbarátkozni Angliával. Az első kudarcokat az okozta, hogy nem talált kiadót munkáinak, de az is problémát jelentett számára, hogy képtelen volt alkalmazkodni a fejlettebb társadalmi-politikai körülményekhez. Valamiféle prófétai szerepet kívánt játszani, – egy világnyelvtan megírásába is belefogott, – de mindinkább elszigetelődött, és a sértettség, meg nem értettség érzése kerítette egyre jobban hatalmába.
1846 márciusában Brüsszelbe települt át, ahol a Marx és Friedrich Engels vezette Kommunista Levelező Bizottság barátságosan fogadta. A kezdeti közvetlen légkör azonban hamarosan fagyossá vált. Zaklatott idegállapotát, megváltozott viselkedését Engels a következőképpen jellemezte: „Később Weitling Brüsszelbe jött. De most már nem a naiv, fiatal szabólegény volt, aki elámulva saját tehetségén, tisztázni igyekszik, vajon milyen is lehet az a kommunista társadalom. Most a fölényes esze miatt irigyeitől üldözött nagy ember volt, aki mindenütt vetélytársakat, titkos ellenségeket, kelepcét szimatolt; országról-országra hajszolt próféta, akinek zsebében kész recept volt a mennyország megvalósítására a földön, és aki úgy képzelte, hogy mindenki el szeretné azt tőle lopni.” A lappangó feszültségek rövidesen nyílt konfliktusba torkolltak közte és Marx között Hermann Kriege amerikai tevékenységének megítélésében. Kriege a Kommunisták Szövetsége kiküldöttje volt az Egyesült Államokban, de egyfelől autokratikus vezetési stílusa, másfelől szentimentális, az alapelveket elhomályosító, általános szeretetet hirdető szocializmusképe ellenérzést váltott ki az európai kommunisták körében. Marx, Engels és a többiek tiltakozó körlevélben fejtették ki Kriege működésének bírálatát, melyet Weitling kivételével mindenki aláírt. A körlevél és Weitling elhatárolódó levele együtt jelent meg a Kriege által szerkesztett Volkstribunban, s levelének vádaskodó tartalma elkerülhetetlenné tette a szakítást. Csak az előzte meg az ellentétek nyílt ellenségességgé durvulását, hogy Weitling 1846 végén Amerikába távozott, s egy időre megszűnt kapcsolata az európai mozgalommal.

### Weitling és Marx eszmei ellentéte
A kettejük közti ellentétek nem csupán személyes motívumokra, hanem alapvető világnézeti, gondolkodásbeli különbségekre vezethetők vissza. Weitling idealizmusa, vallásos messianizmusa a materialista Marx számára teljesen idegen volt, annál is inkább, mivel 1846-ban, német kommunista körökben az általános szemlélet ateista volt, s az Egy szegény bűnös evangéliuma általános megrökönyödést okozott, s visszalépésnek minősült. Weitling szektás módon közelítette meg a mozgalom gyakorlati kérdéseit, míg Marx a lehető legszélesebb bázison kibontakozó tömegmozgalomban, s szövetségi politikában gondolkodott. Weitling szektás radikalizmusát a nem fizikai munkásokkal, például az értelmiségiekkel szembeni bizalmatlanság, ouvrierizmus (munkáselvűség) is jellemezte. Ennek következtében lebecsülte a tudományos munka jelentőségét, szobatudósnak, nem pedig gyakorlati forradalmárnak tartotta Marxot. Weitling minden szocialista irányzat összefogását javasolta, ezzel szemben Marx harcot hirdetett a kispolgári, tudománytalan szocialista irányzatok ellen, hogy a proletariátus színvonalas, önálló programmal jelenhessen meg a politikai színtéren.

### Egyesült Államok
Weitling 1846 decemberében érkezett New York városába, mint önéletrajzában írta, „egy cent nélkül”, így kezdetben a Szociális Reformszövetség heti 5 dollárjából élt. Hamarosan angol nyelven is publikálta az Egy szegény bűnös evangéliumát. Felvette a kapcsolatot amerikai fourieristákkal és amerikai szervezeti mintákat követve megalapította a Felszabadítási Szövetséget (Befreiungsbund). A szövetség programjának fontos része volt az a követelés, hogy minden munkaképes dolgozó az állam alkalmazottja legyen, s közel azonos bért kapjon; az állam mindenki számára biztosítsa a munkalehetőséget; a munkaképtelenek pedig ugyanolyan szintű szociális ellátást kapjanak az államtól, mint a kétkezi dolgozók vagy a hivatalnokok. 1848 tavaszán, országos szervező körútjáról visszatérvén szerzett tudomást az európai forradalmakról. A szövetség hamarosan Berlinbe küldte azzal a megbízással, hogy kezdeményezze új helyi szervezet létrehozását.

### Európa
1848 júniusában érkezett Párizsba, augusztusban pedig Berlinbe. Ott részt vett a demokraták kongresszusain, októberben pedig megindította Az Ősválasztó (Der Urwähler) című hetilapját, melyben az amerikai Felszabadítási Szövetség programját népszerűsítette. A lap nem váltott ki széles körű érdeklődést, s a szervezetalapítási törekvései is kudarcot vallottak. Novemberben a porosz csapatok berlini bevonulása után Weitlinget kiutasították a városból. Előbb Hamburga, majd Altonába költözött, s a hamburgi munkások körében sikerült megalapítania a szövetség első „sejtjét”. Testvériesülés (Verbrüderung) címmel, négy hónapon át lapot is kiadott, mely kb. 200 kézműves- és munkásegylet, illetve 370 előfizető támogatását élvezte. Megjelentette továbbá Az összhang és a szabadság biztosítékai című könyvének harmadik kiadását is. Felerősödtek gondolkodásának korábbi anarchista tendenciái, elutasította a polgári demokratikus irányzatokkal a szövetséget, s forradalmi erőt tulajdonított a lumpenproletariátusnak. 1849 tavaszán, a forradalom elfojtása után Londonba utazott, majd visszatért Amerikába.

### Ismét Amerika
1850 januárjában, New Yorkban megalapította a Munkások köztársasága (Republik der Arbeiter) című havi folyóiratát. Gyors sikerét jelzi, hogy az év végére már 4000 előfizetővel rendelkezett, s következő év áprilisától hetilappá alakult. Ez nagyrészt annak köszönhető, hogy a gazdasági válság hatására felélénkült az osztályharc, megerősödtek a munkásszervezetek, sztrájkok robbantak ki, s mindenféle szocialista gondolat népszerűsége növekedett. 1850 októberében 4400 fős munkáskongresszus szervezésében vett részt, mely támogatta programját. Egyik figyelemre méltó kezdeményezésként szakszervezetek közötti cserebankot indított el, mely azonban átmeneti sikerek után eredménytelennek bizonyult. 1851-től egyre jobban érdeklődött a fourierista kommunák, közösségi telepek iránt, s aktív szerepet vállalt az Iowa államban alapított Communia szervezésében, melynek 1853-ban egy ideig elnöki tisztét is betöltötte. Communia azonban hamarosan bomlásnak indult, majd néhány év múlva megszűnt, és 1855 nyarától a Munkások Köztársasága sem jelent meg többé. 1851-től egyre erőteljesebb proudonista hatás figyelhető meg Weitling munkásságában: reformizmusnak nyilvánította, s ellenezte a szakszervezeti küzdelmeket, helyette kommunák, cserebankok, szövetkezetek létesítését szorgalmazta.
1854-ben megnősült, 1855 után pedig teljesen visszavonult a munkásmozgalomtól. Egy kivándorlási társaságnál töltött be írnoki állást, s anyagilag igen szűkös körülmények közt élt családjával. Természettudományi kérdések, asztronómia, a varrógép tökéletesítésére vonatkozó találmányai foglalkoztatták. 1868-ban visszautasította az akkor alakult Social Party ajánlatát, hogy legyen a vezetőség tagja, mivel a politikai reformokért való harcot zsákutcának tartotta. Utolsó munkásmozgalmi fellángolásaként 1871 januárjában részt vett az I. Internacionálé három amerikai nemzeti szekciója (angol, német, francia) koordináló ülésén. 1871. január 25-én halt meg New Yorkban, özvegyét és hat gyermeket maga után hagyva.

## Művei

#### Magyarul
- Weitling Vilmos: Egy szegény bűnös evangéliuma; ford. Mezőfi Vilmos; Közművelődés Ny., Bp., 1898
- Wilhelm Weitling válogatott művei; ford. Justus Pál, bev., jegyz. Jemnitz János; Gondolat, Bp., 1966
- Az összhang és a szabadság biztosítékai (Garantien der Harmonie und Freiheit) [1842], in.: Wilhelm Weitling válogatott művei. Gondolat Könyvkiadó, Budapest, 1966. 39–301. old.
- Milyen ma az emberiség és milyennek kellene lennie (Die Menschheit wie sie ist und wie sie sein sollen) [1838], in.: Wilhelm Weitling válogatott művei. Gondolat Könyvkiadó, Budapest, 1966. 303–351. old.
- Egy szegény bűnös evangéliuma (Das Evangelium eines armen Sünders) [1845], in.: Wilhelm Weitling válogatott művei. Gondolat Könyvkiadó, Budapest, 1966. 353–370. old.